# Камызякская степь
Камызякская степь —  участок государственного природного заповедника «Хакасский» площадью 4,8 тыс. га.
Назван по местности и деревне Камызяк. Расположен в Уйбатской и Карасукской степях на южных склонах хребта Азыртал и равнинном участке приозерной котловины озера Улуг-Коль (Усть-Абаканский район Хакасии). Основные объекты охраны: уникальный комплекс каменистых степей и редколесий, равнинная степь, миграционные пути птиц, редкие виды птиц, памятники древних культур.
Озеро (пл. ок. 700 га) бессточное с горько-солёной водой; мелководное (преобл. гл. до 1м), окружено преимущественно мелкодерновинными злаковыми степями.
На южных склонах развиты каменистые степи и участки лиственничного редколесья. Северное и западное побережья озера представлены мочажинно-кочкарниковым болотом с куртинами тросника, рогоза и камыша и солончаками. У берега развиты обширные грязевые отмели. Является ключевой орнитологической территорией международного значения. Здесь зафиксировано самое крупное в Средней Сибири поселение кулика-шилоклювки, занесённого в Красную книгу РФ.
В период весенних и осенних миграций на угодье останавливаются на пролете тысячи уток, гусей, лебедей и особенно куликов. Здесь отмечены массовые скопления огаря, красноголового нырка, речных уток, пеганок, шилоклювок, малого лебедя, лебедя-кликуна, серого гуся, гуменника, таёжного гуменника, белолобого гуся, пискульки.
Это место размножения огаря, шилоклювки, журавля-красавки, красноголового нырка, шилохвости, серой утки, чирка-трескунка, широконоски, травника, малого и морского зуйков, большого кроншнепа и др. Из редких видов отмечены серый журавль, сухонос, савка, большой веретенник, азиатский бекасовидный веретенник, пепельный улит, средний кроншнеп, саджа, колпица, чёрный аист, лебедь-кликун, балобан, орёл-могильник.
Всего на участке отмечено 147 видов позвоночных животных (земноводных — 2, пресмыкающихся — 5, птиц — 126, млекопитающих — 14) и 138 видов высших сосудистых растений (в т.ч. курчавка ярко-зелёная, парнолистник хакасский, пальчатокоренник балтийский, занесённые в Красную книгу Республики Хакасия). Поблизости от участка расположен комплекс древних Салбыкских курганов — самых крупных на территории Хакасии (так называемая «Долина царей»).